# Geniostemon atarjanum
Geniostemon atarjanum är en gentianaväxtart som beskrevs av Billie Lee Turner. Geniostemon atarjanum ingår i släktet Geniostemon och familjen gentianaväxter. Inga underarter finns listade i Catalogue of Life.